# Kevin Johnson (cestista 1966)
Kevin Maurice Johnson (Sacramento, 4 marzo 1966) è un ex cestista e politico statunitense, professionista nella NBA. Dal 2008 e 2016 è stato sindaco della città di Sacramento.

## Caratteristiche tecniche
Playmaker molto rapido, è stato sia un buon realizzatore che assistman. Ha chiuso la sua carriera NBA con 17,9 punti e 9,1 assist di media in 735 partite.

## Carriera
Venne selezionato dai Cleveland Cavaliers al primo giro del Draft NBA 1987 (7ª scelta assoluta).

## Statistiche
| * | Primo nella lega |

### NCAA
| Anno      | Squadra         | PG  | PT | MP   | TC%  | 3P%  | TL%  | RP  | AP  | PRP | SP | PP   |
| --------- | --------------- | --- | -- | ---- | ---- | ---- | ---- | --- | --- | --- | -- | ---- |
| 1983-1984 | Calif. G. Bears | 28  | -  | 27,6 | 51,0 | -    | 72,1 | 3,0 | 2,3 | -   | -  | 9,7  |
| 1984-1985 | Calif. G. Bears | 27  | -  | 33,4 | 45,0 | -    | 66,2 | 3,9 | 4,1 | -   | -  | 12,9 |
| 1985-1986 | Calif. G. Bears | 29  | -  | 35,3 | 49,0 | -    | 81,5 | 3,6 | 6,0 | -   | -  | 15,6 |
| 1986-1987 | Calif. G. Bears | 34  | -  | 32,8 | 47,1 | 38,7 | 81,9 | 3,9 | 5,0 | -   | -  | 17,2 |
| Carriera  | Carriera        | 118 | -  | 32,3 | 47,7 | 38,7 | 75,7 | 3,6 | 4,4 | -   | -  | 14,0 |

### NBA

#### Regular season
| Anno      | Squadra             | PG  | PT  | MP   | TC%  | 3P%   | TL%   | RP  | AP   | PRP | SP  | PP   |
| --------- | ------------------- | --- | --- | ---- | ---- | ----- | ----- | --- | ---- | --- | --- | ---- |
| 1987-1988 | Cleveland Cavaliers | 52  | 3   | 20,1 | 46,0 | 22,2  | 82,1  | 1,4 | 3,7  | 1,2 | 0,3 | 7,3  |
| 1987-1988 | Phoenix Suns        | 28  | 25  | 31,2 | 46,3 | 20,0  | 85,9  | 4,3 | 8,7  | 1,5 | 0,3 | 12,6 |
| 1988-1989 | Phoenix Suns        | 81  | 81  | 39,2 | 50,5 | 9,1   | 88,2  | 4,2 | 12,2 | 1,7 | 0,3 | 20,4 |
| 1989-1990 | Phoenix Suns        | 74  | 74  | 37,6 | 49,9 | 19,5  | 83,8  | 3,6 | 11,4 | 1,3 | 0,2 | 22,5 |
| 1990-1991 | Phoenix Suns        | 77  | 76  | 36,0 | 51,6 | 20,5  | 84,3  | 3,5 | 10,1 | 2,1 | 0,1 | 22,2 |
| 1991-1992 | Phoenix Suns        | 78  | 78  | 37,2 | 47,9 | 21,7  | 80,7  | 3,7 | 10,7 | 1,5 | 0,3 | 19,7 |
| 1992-1993 | Phoenix Suns        | 49  | 47  | 33,5 | 49,9 | 12,5  | 81,9  | 2,1 | 7,8  | 1,7 | 0,4 | 16,1 |
| 1993-1994 | Phoenix Suns        | 67  | 67  | 36,6 | 48,7 | 22,2  | 81,9  | 2,5 | 9,5  | 1,9 | 0,1 | 20,0 |
| 1994-1995 | Phoenix Suns        | 47  | 35  | 28,8 | 47,0 | 15,4  | 81,0  | 2,4 | 7,7  | 1,0 | 0,4 | 15,5 |
| 1995-1996 | Phoenix Suns        | 56  | 55  | 35,8 | 50,7 | 36,8  | 85,9  | 3,9 | 9,2  | 1,5 | 0,2 | 18,7 |
| 1996-1997 | Phoenix Suns        | 70  | 70  | 38,0 | 49,6 | 44,1  | 85,2  | 3,6 | 9,3  | 1,5 | 0,2 | 20,1 |
| 1997-1998 | Phoenix Suns        | 50  | 12  | 25,8 | 44,7 | 15,4  | 87,1  | 3,3 | 4,9  | 0,5 | 0,2 | 9,5  |
| 1999-2000 | Phoenix Suns        | 6   | 0   | 18,8 | 57,1 | 100,0 | 100,0 | 2,7 | 4,0  | 0,3 | 0,0 | 6,7  |
| Carriera  | Carriera            | 735 | 623 | 34,1 | 49,3 | 30,5  | 84,1  | 3,3 | 9,1  | 1,5 | 0,2 | 17,9 |
| All-Star  | All-Star            | 3   | 1   | 17,0 | 50,0 | -     | 33,3  | 1,0 | 4,3  | 1,3 | 0,3 | 4,3  |

#### Play-off
| Anno     | Squadra      | PG  | PT | MP   | TC%  | 3P%  | TL%  | RP  | AP   | PRP  | SP  | PP   |
| -------- | ------------ | --- | -- | ---- | ---- | ---- | ---- | --- | ---- | ---- | --- | ---- |
| 1989     | Phoenix Suns | 12  | 12 | 41,2 | 49,5 | 30,0 | 92,7 | 4,3 | 12,3 | 1,6  | 0,4 | 23,8 |
| 1990     | Phoenix Suns | 16  | 16 | 36,4 | 47,9 | 18,2 | 82,1 | 3,3 | 10,6 | 1,6  | 0,0 | 21,3 |
| 1991     | Phoenix Suns | 4   | 4  | 36,5 | 30,2 | 14,3 | 60,0 | 3,3 | 9,8  | 0,5  | 0,3 | 12,8 |
| 1992     | Phoenix Suns | 8   | 8  | 41,9 | 48,9 | 50,0 | 86,1 | 4,1 | 11,6 | 1,5  | 0,3 | 23,6 |
| 1993     | Phoenix Suns | 23  | 23 | 39,7 | 48,0 | 0,0  | 79,5 | 2,7 | 7,9  | 1,5  | 0,6 | 17,8 |
| 1994     | Phoenix Suns | 10  | 10 | 42,7 | 45,8 | 30,0 | 85,2 | 3,5 | 9,6  | 1,0  | 0,1 | 26,6 |
| 1995     | Phoenix Suns | 10  | 10 | 37,1 | 57,3 | 50,0 | 84,5 | 4,1 | 9,3  | 0,9  | 0,4 | 24,8 |
| 1996     | Phoenix Suns | 4   | 4  | 37,8 | 47,4 | 25,0 | 82,4 | 4,3 | 10,8 | 0,5  | 0,5 | 17,3 |
| 1997     | Phoenix Suns | 5   | 5  | 41,6 | 29,5 | 13,6 | 87,9 | 4,4 | 6,6  | 2,6* | 0,0 | 16,8 |
| 1998     | Phoenix Suns | 4   | 1  | 30,5 | 54,8 | 25,0 | 66,7 | 2,3 | 4,8  | 0,5  | 0,3 | 13,8 |
| 2000     | Phoenix Suns | 9   | 0  | 14,3 | 32,4 | 0,0  | 83,3 | 1,4 | 2,6  | 0,3  | 0,1 | 3,2  |
| Carriera | Carriera     | 105 | 93 | 36,9 | 46,9 | 24,4 | 83,3 | 3,3 | 8,9  | 1,3  | 0,3 | 19,3 |

#### Massimi in carriera
- Massimo di punti: 46 vs Houston Rockets (20 maggio 1995)[1]
- Massimo di rimbalzi: 13 (2 volte)
- Massimo di assist: 25 vs San Antonio Spurs (6 aprile 1994)
- Massimo di palle rubate: 10 vs Washington Bullets (9 dicembre 1993)
- Massimo di stoppate: 3 (2 volte)
- Massimo di minuti giocati: 62 vs Chicago Bulls (13 giugno 1993)

## Palmarès
- NBA Most Improved Player (1989)
- 4 volte All-NBA Second Team (1989, 1990, 1991, 1994)
- All-NBA Third Team (1992)
- 3 volte NBA All-Star (1990, 1991, 1994)
- Unico cestista NBA (assieme a Magic Johnson) a concludere una regular season con oltre 20 punti e 10 assist di media con una percentuale dal campo superiore al 50%
- Ventiseiesimo per numero di assist di sempre NBA
- Sesto migliore giocatore di sempre per assist a partita NBA in regular season (9,13 assist a partita)